# Aristobrotica angulicollis
Aristobrotica angulicollis es un coleóptero de la familia Chrysomelidae. Fue descrita científicamente por primera vez en 1878 por Wilhelm Ferdinand Erichson.